# كوبرتون (أوكلاهوما)
كوبرتون (بالإنجليزية: Cooperton, Oklahoma)‏ هي بلدة أمريكية تقع في الولايات المتحدة في مقاطعة كيوا، أوكلاهوما. يقدر عدد سكانها بـ 20 نسمة ومساحتها 1.3 كم2 و وترتفع عن سطح البحر 474 متر.